# Guadalupe Covarrubias Cervantes
María Guadalupe Covarrubias Cervantes (Tampico, Tamaulipas; 8 de mayo de 1940) es una política mexicana, afiliada al partido Movimiento Regeneración Nacional. Desde el 1 de septiembre de 2018 es senadora de la República en la LXIV legislatura del Congreso de la Unión en representación del estado de Tamaulipas.

## Primeros años
María Guadalupe Covarrubias Cervantes nació el 8 de mayo de 1940 en Tampico, Tamaulipas. Estudió la licenciatura en educación media, con especialidad en historia en la Escuela Normal Superior de Tamaulipas y la maestría en educación. Fue docente de escuela primaria, directoria de primaria y directora de una escuela secundaria federal.

## Trayectoria política
Fue integrante del partido Movimiento Regeneración Nacional (Morena) desde su fundación en 2014, siendo consejera nacional del partido. En las elecciones federales de 2015 fue candidata del partido a diputada federal por el distrito 8 de Tamaulipas, con sede en Tampico, obteniendo solo el 5.8% de los votos.
En las elecciones federales de 2018 fue postulada como senadora de la República en representación del estado de Tamaulipas. Tras los comicios ocupó el escaño de segunda fórmula en la LXIV Legislatura del Congreso de la Unión desde el 1 de septiembre de 2018. Dentro del senado ocupa la posición de secretaria de la comisión de cultura y de la comisión de derechos de la niñez y adolescencia.